# Andamanensee

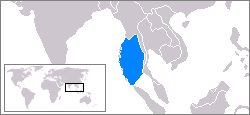
Lage der Andamanensee

Die Andamanensee (auch Andaman-See, Andamanisches Meer; Hindi अंडमान सागर, birmanisch မုတ္တမ, thailändisch ทะเลอันดามัน, indonesisch und malaiisch Laut Andaman) ist ein Randmeer des östlichen Indischen Ozeans, dessen Küste von Myanmar, Thailand, Malaysia und der indonesischen Insel Sumatra gebildet wird. 

## Lage

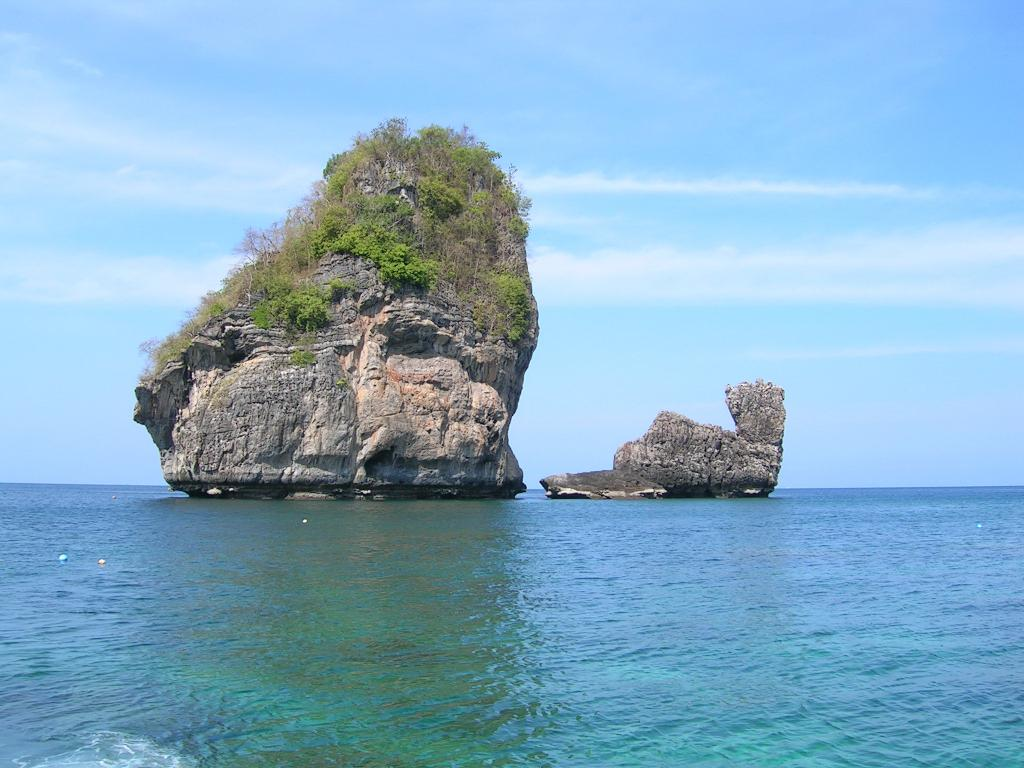
Ein Fels in der Andamanensee

Das indische Unionsterritorium der Andamanen und Nikobaren grenzt die Andamanensee im Westen zum Golf von Bengalen ab. Im Süden ist es durch die Straße von Malakka mit dem Südchinesischen Meer verbunden.
Insgesamt erstreckt sich die Andamanensee vom Flussdelta des Irrawaddy (Irawady, Ayeyarwady) im Norden über fast 1200 km bis zum Eingang der Straße von Malakka. Im Westen begrenzt durch die Kokosinseln, Andamanen und Nikobaren, wird sie dabei höchstens 650 km breit. Ihre Fläche beträgt 797.700 km². Die Küste von Thailand ist allein etwa 740 km lang.

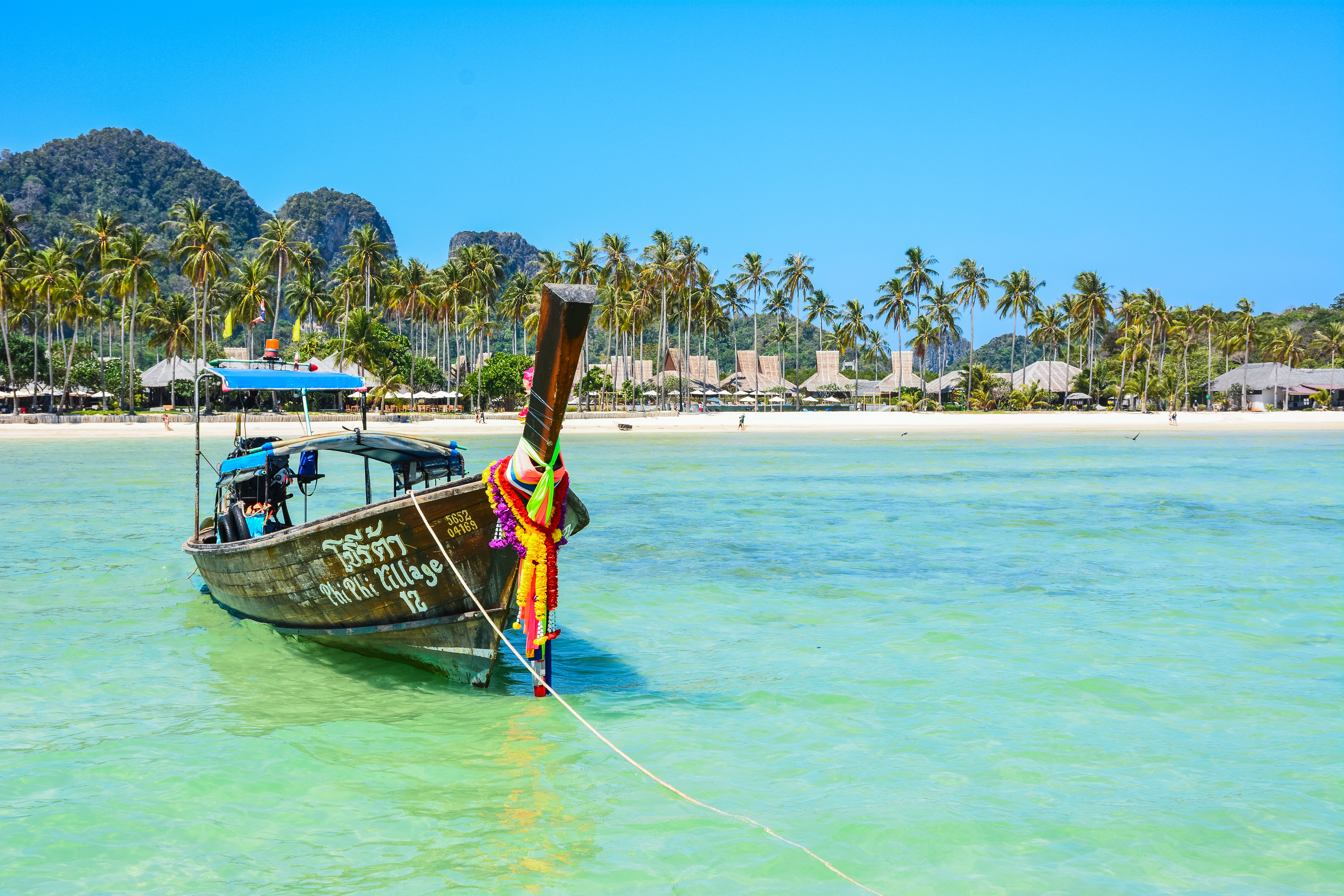
Longtailboot vor Koh Phi Phi in der Andamanensee

Die gemessene maximale Tiefe liegt bei 4180 m. Die durchschnittliche Tiefe beträgt 870 Meter. Die Wassertemperatur an der Oberfläche schwankt leicht von 27,5 °C im Winter bis 30 °C im Sommer.

## Geologie
Die Andamanensee entspricht einem Backarc-Becken, das sich beim
Auftreffen der Indischen Platte auf die Eurasische Platte
gebildet hat.
Am Meeresgrund der Andamanensee erstreckt sich in Nord-Süd-Richtung eine tektonische Bruchzone zwischen der Burmaplatte im Westen und der
Sundaplatte im Osten. Dort befinden sich mehrere Inseln vulkanischen Ursprungs. Barren Island ist die einzige darunter, welche einen aktiven Vulkan aufweist.

## Tsunami
Am 26. Dezember 2004 wurden infolge des Sumatra-Andamanen-Bebens die Inseln und die Küsten von einem schweren Tsunami verwüstet, bei dem mindestens 230.000 Menschen ums Leben kamen.